# Belonophora coffeoides
Belonophora coffeoides är en måreväxtart som beskrevs av Joseph Dalton Hooker. Belonophora coffeoides ingår i släktet Belonophora och familjen måreväxter.

## Underarter
Arten delas in i följande underarter:
- B. c. coffeoides
- B. c. hypoglauca